# Andrea Bajani
Andrea Bajani (né le 16 août 1975 à Rome) est un écrivain italien contemporain. Il vit à Turin.

## Biographie
Il publie son premier roman Morto un papa (Portofranco), en 2002, et l'année suivante, le court roman picaresque Qui non ci sono perdenti (Pequod). Son troisième roman, Cordiali saluti (Einaudi 2005) est bien accueilli par la critique et le public et il est traduit en français.
En 2006, le reportage  Mi spezzo ma non m’impiego (Einaudi), est une enquête dans l'univers des nouveaux emplois précaires.
En 2011, il remporte le Premio Bagutta avec le roman Toutes les familles. En 2008, il a remporté le Premio Mondello,, le Premio Recanati et Premio Brancati avec le roman Si tu retiens les fautes et le Premio Lo Straniero.
Bajani remporte le prix Strega en 2025 pour son roman L'anniversario (it).

## Livres
- Très cordialement trad. Vincent Raynaud (Éditions du Panama, 2005)  (ISBN 2-7557-0101-3)
- Si tu retiens les fautes trad. Vincent Raynaud (Éditions Gallimard, 2009)  (ISBN 978-2-07-012366-7)
- Toutes les familles trad. Vincent Raynaud (Éditions Gallimard, 2013)  (ISBN 9782070135035)
- Me reconnais-tu ? (biographie d'Antonio Tabucchi) trad. Vincent Raynaud (Éditions Gallimard, 2014)  (ISBN 9782070142804)
- Le Livre des maisons (2021), trad. Nathalie Bauer, Gallimard, 2023  (ISBN 978-2-07-294486-4)
- L'anniversario, Feltrinelli, Milano 2025,  (ISBN 978-88-07-03642-2).